# Hørsholm-Usserød Idrætsklub
Hørsholm-Usserød Idrætsklub (eller Hørsholm-Usserød IK eller forkortet HUI) er en fodboldklub i Hørsholm i Nordsjælland. Klubben spiller i CampoBet 3. Division.
HUI er samarbejdsklub med F.C. København. Rasmus Højlund spillede for klubben i 2014 som 12-årig.
I sæsonen 2025-26 skal Hørsholm-Usserød for første gang nogensinde spille i divisionerne, da de rykkede op i 3. division efter to samlede sejere over ASA Aarhus med en samlet målscore på 4-1.